# Rohmann Ditta
Rohmann Ditta  (Budapest, 1983 –) magyar gordonkaművész.

## Élete
A Boston New England Conservatoryban 1993-1994-ig Suren Bagratuninál, 1995-2005-ig a Liszt Ferenc Zeneművészeti Egyetemen előbb Kertész Ottónál, majd Perényi Miklósnál tanult. Kitüntetéses diplomát szerzett 2005-ben a budapesti, majd 2007-ben és 2008-ban a baseli Zeneakadémián, ahol Ivan Monighetti növendéke volt. Közreműködött Eugene Walckiers, Pertis Jenő, Horváth Márton Levente, Dukay Barnabás szerzői lemezein, számos TV- és rádiófelvétel készült vele. Koncertezett már Európa számos országában, az Amerikai Egyesült Államokban és Japánban is. Repertoárja a barokktól napjaink zenéjéig ível. Jelenleg a Luzerni Egyetem professzora és a Liszt Ferenc Zeneművészeti Egyetem gordonka szakának vezetője, docens. 
2025-ben jelenik meg legújabb lemeze CPE Bach cselloversenyeivel az Anima Musicae kanarazenekarral. 
Korábban 5 szóló lemeze jelent meg, többek között JS Bach szóló műveivel aratott sikereket. 

## Díjai, elismerései
- Junior Prima díj (2011)
- International Bach Preis Leipzig, CPE Bach Sonderpreis 2012
- Fidelio Kult50 - A kultúra 50 arca 2018 (Klasszikus zenei kategória, Balog Józseffel, Balogh Mátéval, Hámori Mátéval és Vashegyi Györggyel.)[2]

## Külső hivatkozások
- Rohmann Ditta a MySpace-en
- Hivatalos oldal